# Adorazione dei Magi (Bosch Filadelfia)
L'Adorazione dei Magi è un dipinto del pittore olandese Hieronymus Bosch, realizzato circa nel 1499 e conservato nel Museum of Art di Filadelfia negli Stati Uniti d'America.

## Storia
L'opera proviene dalla collezione del conte di Ellenborough. La maggior parte della critica la riteneva opera giovanile, ascrivibile al 1470-1470 e facente da modello per il Trittico dell'Adorazione dei Magi di Madrid. Interventi successivi hanno gradualmente spostato la cronologia dell'opera in avanti: Linfert ipotizzò il 1480-1485 e la Cinotti uno stadio ancora più avanzato. Vemet, con i dati dell'analisi dendrocronologica, ha infine collocato, la datazione a dopo il 1493, forse il 1498. Esistono anche dubbi sull'autografia, che alcuni ritengono solo parziale mentre altri la escludono, come il catalogo del museo che propone il 1518 riferendola alla cerchia del pittore dopo la sua morte (1516).

## Descrizione e stile
La composizione del dipinto è piuttosto tradizionale, molto simile all'Adorazione dei Magi di New York ma rovesciata. Maria, a sinistra, riparata dalla capannuccia, offre il Bambino all'adorazione dei tre re Magi, venuti a recare dei doni. Come consueto il più anziano, Baldassarre, è già inginocchiato e con la corona poggiata in terra, mentre gli altri due stanno discutendo aspettando il proprio turno.
Più singolare è il secondo piano, dove Giuseppe, dietro un tavolo rappresentato con prospettiva grandangolare, si gratta il capo e più dietro, nei meandri della capannuccia che presenta evidenti errori spaziali, si vedono il bue, l'asinello e due curiosi armati di frecce, un soldato e un borghese.
Charles de Tolnay tentò di spiegare i numerosi arcaismi con la voluta citazione di una miniatura del Messale di Utrecht (1425-1430), dove compaiono ad esempio il pilastro di legno spezzato della capanna o la rappresentazione della caduta della manna dal cielo nel ricamo della manica di Gasparre, il re moro vestito di bianco.
All'impaccio delle figure si contrappone la spazialità incisiva del paesaggio, così lontano e palpitante, forse la parte più interessante dell'opera.